# Gymkata
Gymkata (conocida en español bajo su nombre original en España y como Gymkata: el terrible juego en México) es una película de artes marciales de 1985 dirigida por Robert Clouse, basada en la novela de Dan Tyler Moore de 1957, The Terrible Game. Está protagonizada por el gimnasta olímpico Kurt Thomas como Jonathan Cabot, un gimnasta olímpico que combina su habilidad gimnástica con las artes marciales para participar en una competición mortal en un país ficticio, Parmistán. El reparto secundario incluye a Tetchie Agbayani como la princesa Rubali, junto a Richard Norton, Edward Bell, John Barrett, Conan Lee, Bob Schott y Buck Kartalian.
Gymkata se lanzó en los Estados Unidos el 3 de mayo de 1985.

## Argumento
Jonathan Cabot, hijo de un agente de la Agencia Especial de Inteligencia, es abordado por la agencia para que vaya al país de Parmistán, en el Medio Oriente, donde todos los extranjeros se ven obligados a competir en el concurso de alto riesgo conocido como «el Juego». El Juego consiste en una carrera de resistencia en la que los extranjeros son perseguidos por guerreros locales. El padre de Cabot participó en el Juego y nunca regresó. Quien gane recibe un deseo, y Cabot acepta ayudar a la agencia y utilizar su deseo para instalar un dispositivo de alerta temprana de los Estados Unidos para prevenir ataques nucleares.

## Reparto
- Kurt Thomas como Jonathan Cabot.
- Tetchie Agbayani como la princesa Rubali.
- Richard Norton como el comandante Zamir.
- Edward Bell como Paley.
- John Barrett como Gómez.
- Conan Lee como Hao.
- Bob Schott como Thorg.
- Buck Kartalian como el Kahn.
- Eric Lawson como el coronel Cabot.
- Sonny Barnes como entrenador occidental.
- Tadashi Yamashita como entrenador oriental.
- Sharan Lea como Connie.
- Zlatko Pokupec como Mackle.
- Slobodan Dimitrijević como Tamerlan.
- Ivo Kristof como Brockschmidt.

## Producción
La película está basada en la novela de 1957 The Terrible Game de Dan Tyler Moore, adaptada para la gran pantalla por Charles Robert Carner (famoso por Furia ciega) y filmada en Yugoslavia.

### Casting
La actriz filipina Tetchie Agbayani fue elegida como el interés amoroso del personaje de Kurt Thomas después de que terminó sus escenas para la película The Emerald Forest, donde interpretó a un miembro de una tribu brasileña. Habiéndose mudado a los Estados Unidos en 1982, originalmente tenía la intención de retirarse como actriz y «ser una persona normal» antes de recibir los dos papeles. Más tarde regresaría a Filipinas en 1987 para reanudar su carrera cinematográfica en su país natal.

## Lanzamiento
Gymkata se lanzó en los Estados Unidos el 3 de mayo de 1985.
En Filipinas, la película fue estrenada por Action Films Co. el 10 de febrero de 1988. Una película australiana no relacionada, Day of the Panther, fue lanzada más tarde en Filipinas como Gymkata 2 por Jadestar Films en febrero de 1989 para capitalizar el éxito de Gymkata; el actor Kurt Thomas es dudosamente promocionado como el actor principal original de la película que tuvo que ser reemplazado por John Stazak debido a que se rompió la columna vertebral por un salto mortal fallido «en el segundo día de rodaje».

### Recepción
Gymkata obtuvo una nominación al premio Razzie para Thomas como Peor Estrella Nueva. Ha desarrollado un pequeño culto de seguidores como comedia involuntaria por su premisa dudosa, mala calidad de producción y ambientación extraña. Maxim cataloga la película como la 17.ª «Peor película de todos los tiempos».
La película de comedia filipina de 1993 Gin Kata, protagonizada por Herbert Bautista y dirigida por Nestor Arsenal, se titula en referencia a Gymkata.

## Lanzamiento de DVD
Después de ganar una encuesta en Internet realizada por Warner Bros. y Amazon durante junio de 2006, la película fue lanzada en DVD el 30 de enero de 2007.